# Iglesia de Nuestra Señora de la Asunción (Trévago)
Las iglesia de Nuestra Señora de la Asunción es una iglesia fortificada que se encuentra en Trévago (Provincia de Soria, Castilla y León, España).
Construida presumiblemente en el siglo XII junto a una torre de origen bereber que se reaprovechó como campanario, fue reformada en el siglo XV y XVI en estilo gótico. 

## Historia
Abderramán III, como buen estratega, tomó debida nota de la futura potencia guerrera de los reinos cristianos y, por ello, mandó construir muchas fortalezas, castillos y atalayas, en las tres Marcas en que dividió la zona de contacto bélico con los reinos cristianos, Marca Superior, Media e Inferior, es decir, fortalezas califales. Al mismo tiempo reparó, y en ocasiones reconstruyó y también mantuvo en buen funcionamiento, los otros torreones, atalayas y fortalezas, construidas en las pasadas épocas de los emiratos dependientes e independientes de Damasco. La atalaya o torreón de Trébago, por tanto, se considera de manufactura árabe-bereber, edificada en la primera mitad del siglo IX.
Tras levantar el templo a finales del siglo XII o principios del XIII, el torreón se transformó en torre campanario conservándose el almenado superior. Figura en el catálogo de Bienes Protegidos de la Junta de Castilla y León en la categoría de Castillo con fecha de declaración 22 de abril de 1949. Posteriormente la iglesia fue reformada en el siglo XV y XVI en estilo gótico.

## Descripción
La Torre se data en el siglo X y guarda semejanzas con las de La Pica o la de Noviercas, entre otras. Se trata de una esbelta torre de origen bereber, como así evidencian las características típicas de este tipo de construcciones: la planta cuadrada o casi cuadrada, su gran altura en forma ligeramente troncopiramidal, el acceso por el primer piso y la fábrica de fuerte sillarejo levantado como si se tratara de tapial. La torre que sirvió de campanario está reformada, porque la espadaña donde están las campanas se hizo posteriormente.
La fábrica de la iglesia es de nave única rematada con ábside ochavado al que se accede por un amplio arco triunfal. La iglesia se construyó y amplió en varias fases entre el siglo XV y el XVIII. La nave central es la parte más antigua, edificada en la dirección original de la iglesia románica este-oeste, junto a la torre. Es gótica con bóvedas estrelladas y terceletes decorados con clavos y escenas de la pasión. La entrada presenta arco de medio punto y parece ser la original.

## Galería

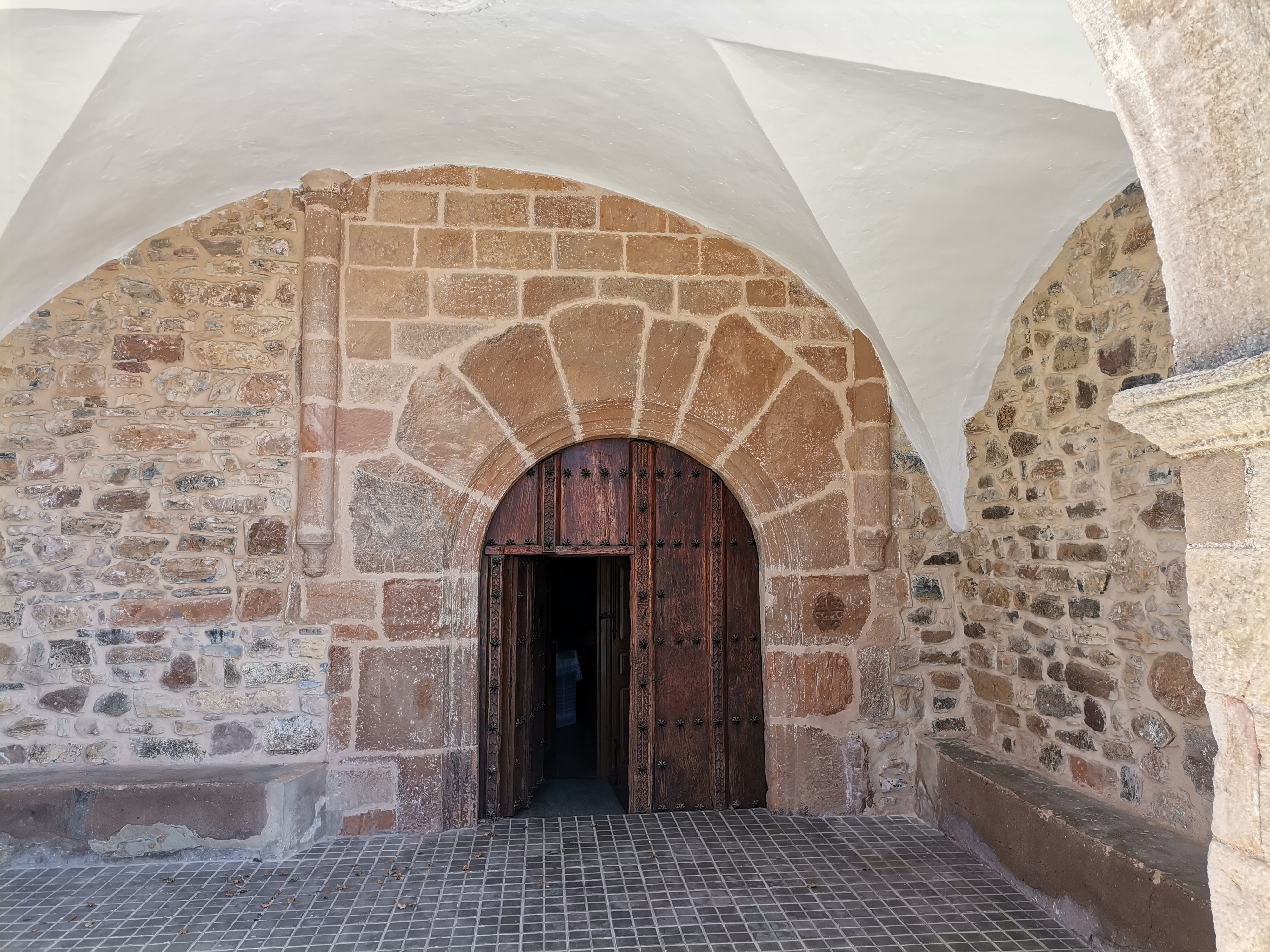
Pórtico de acceso
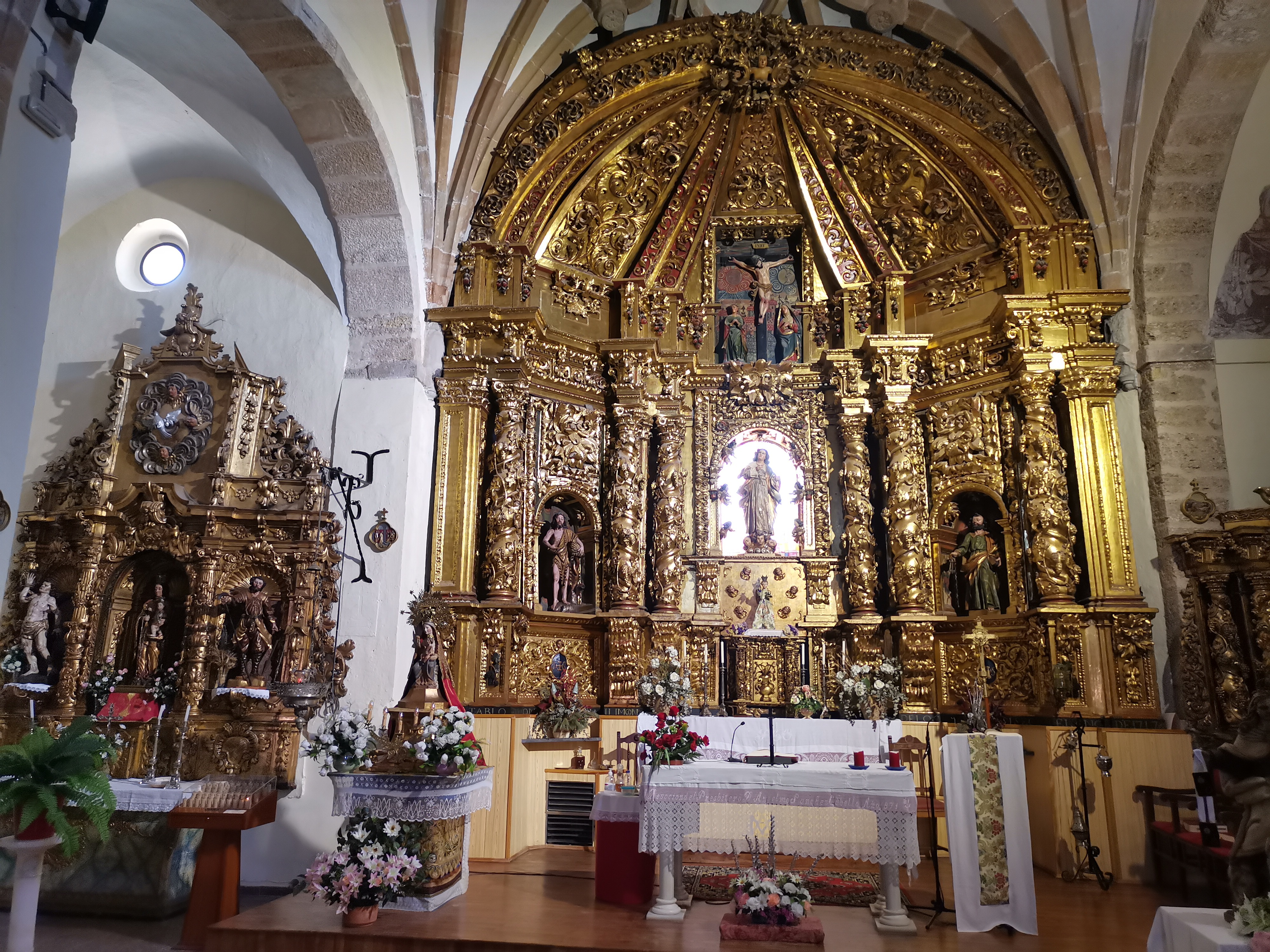
Altares
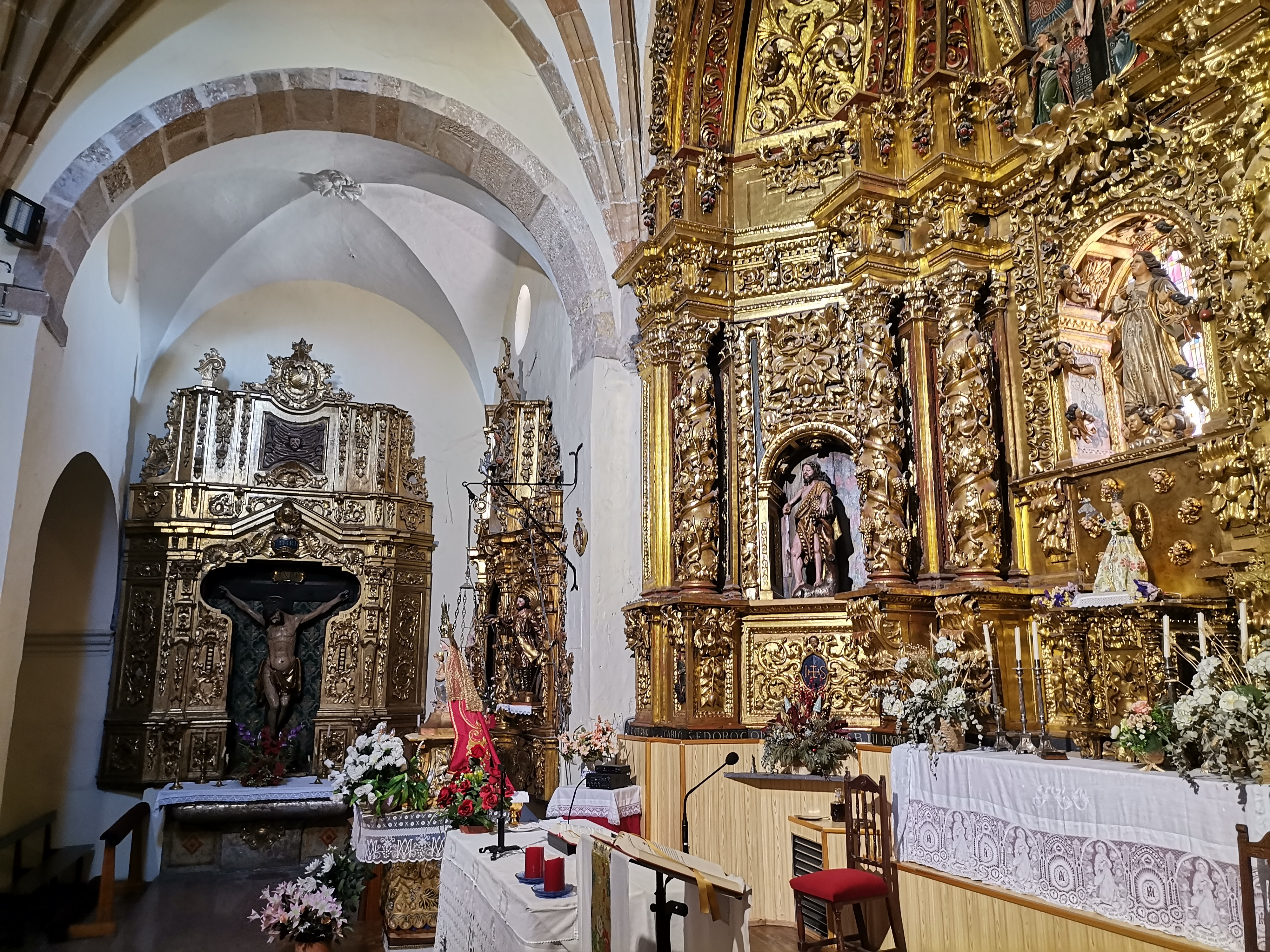
Altar mayor y del Cristo
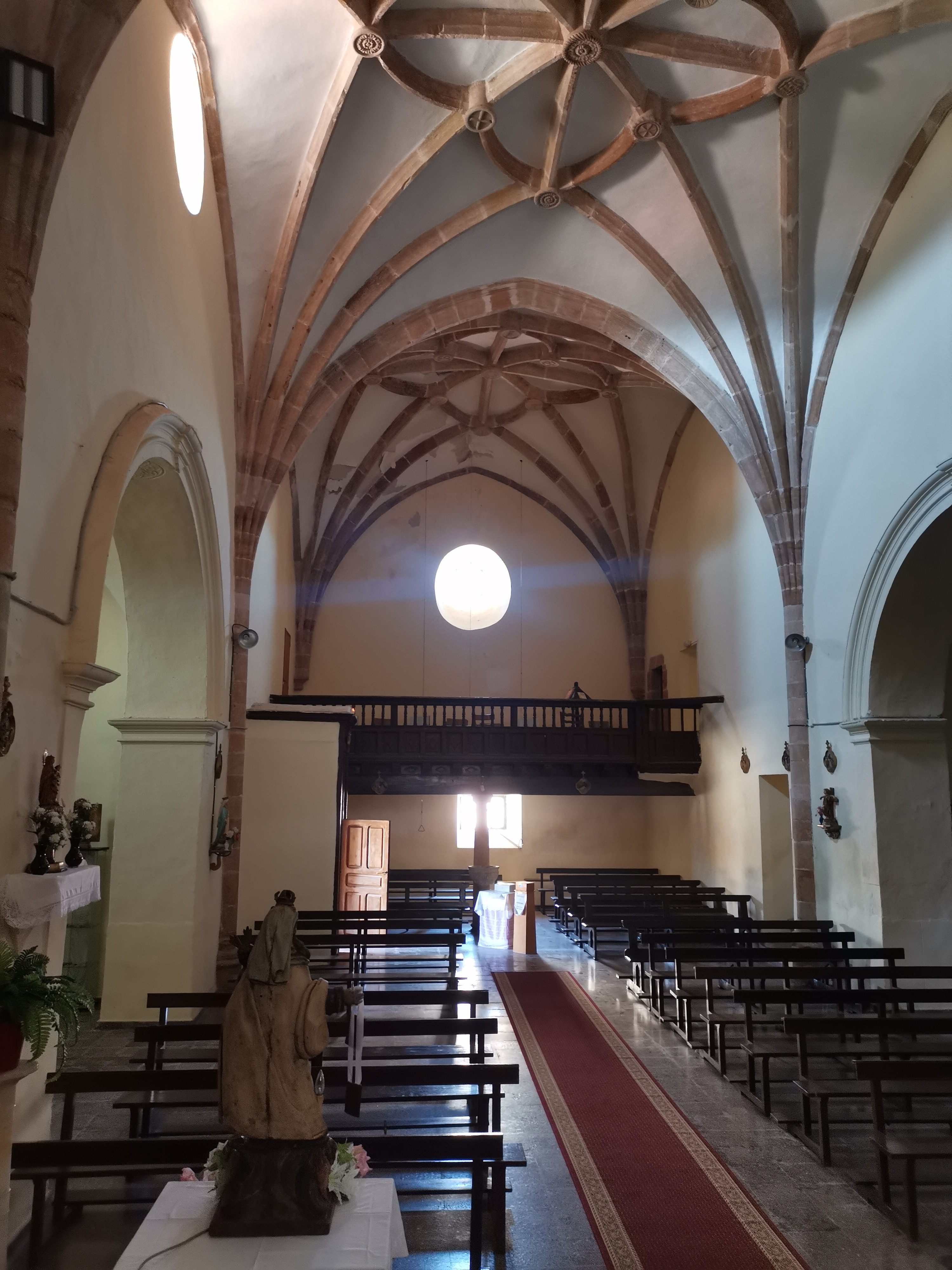
Nave mayor
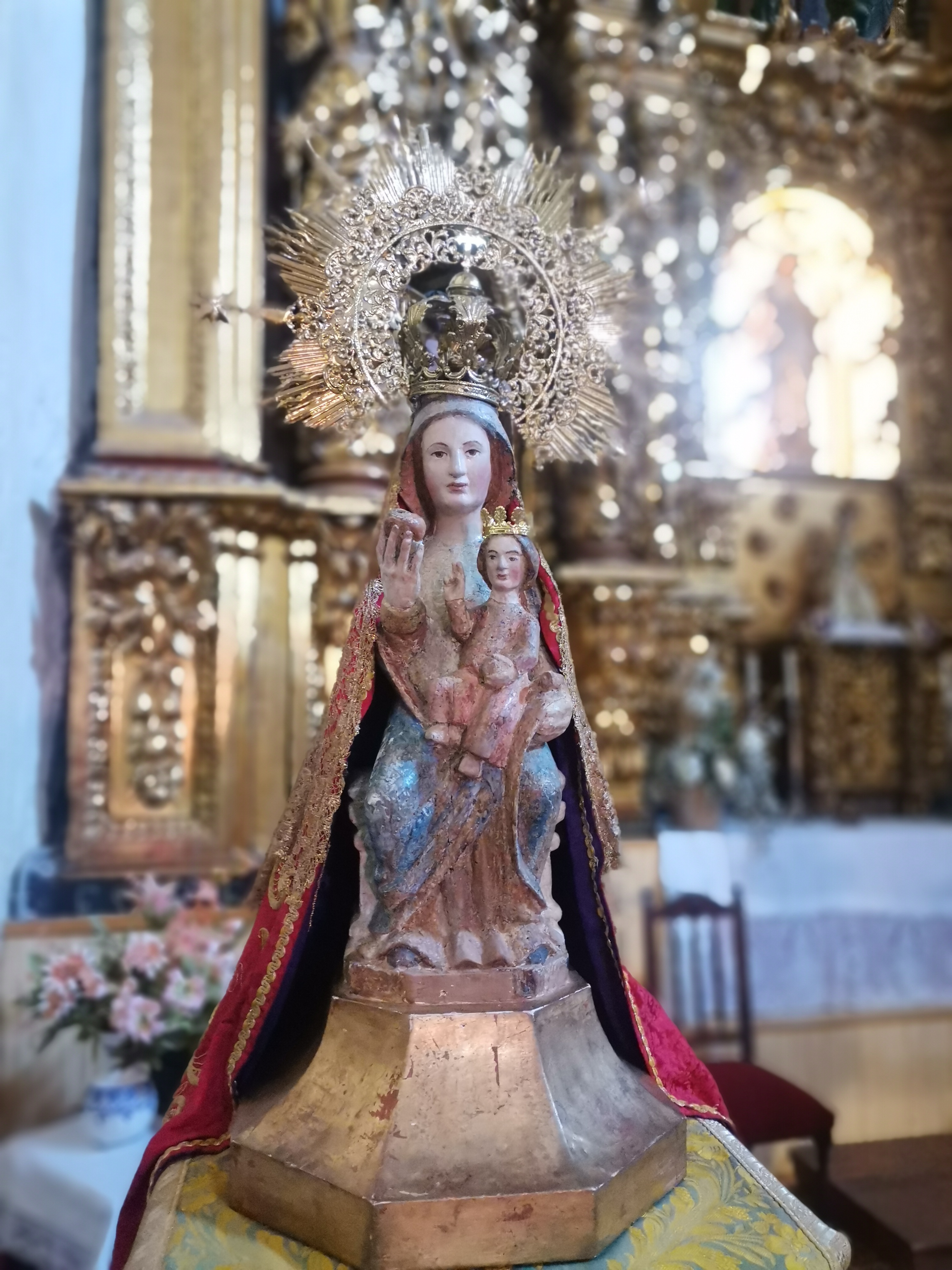
Virgen de la manzana
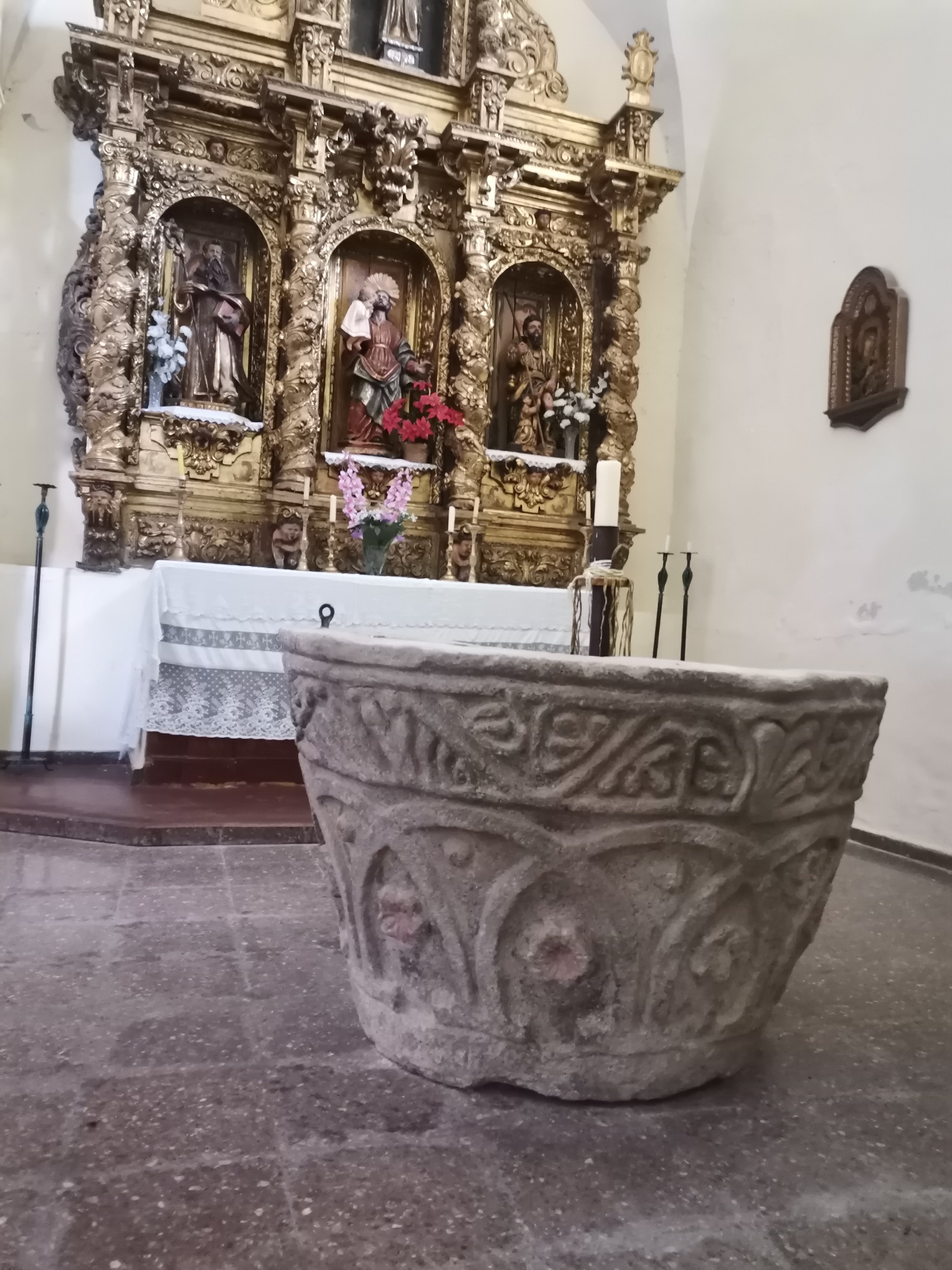
Pila bautismal
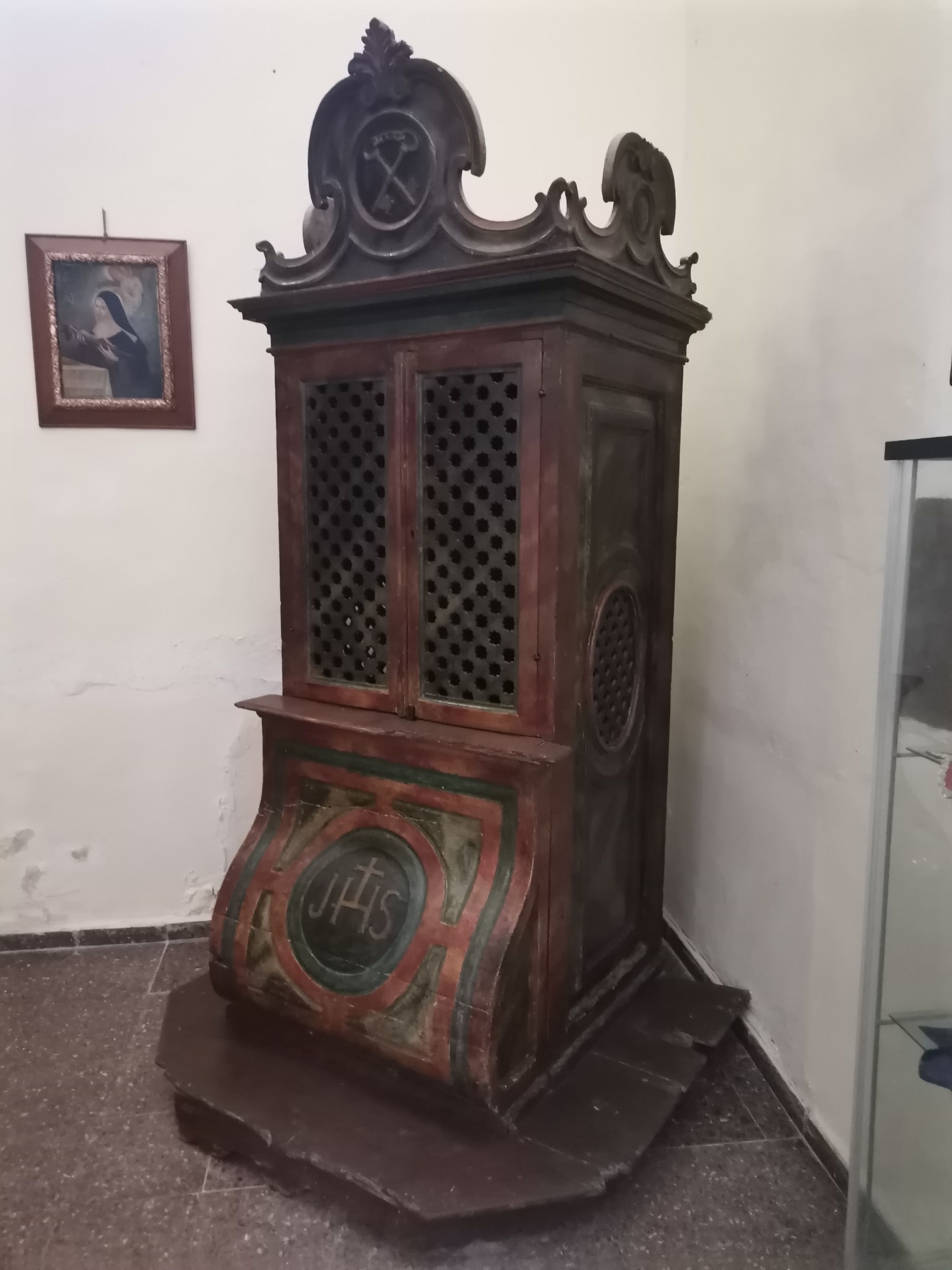
Antiguo confesionario
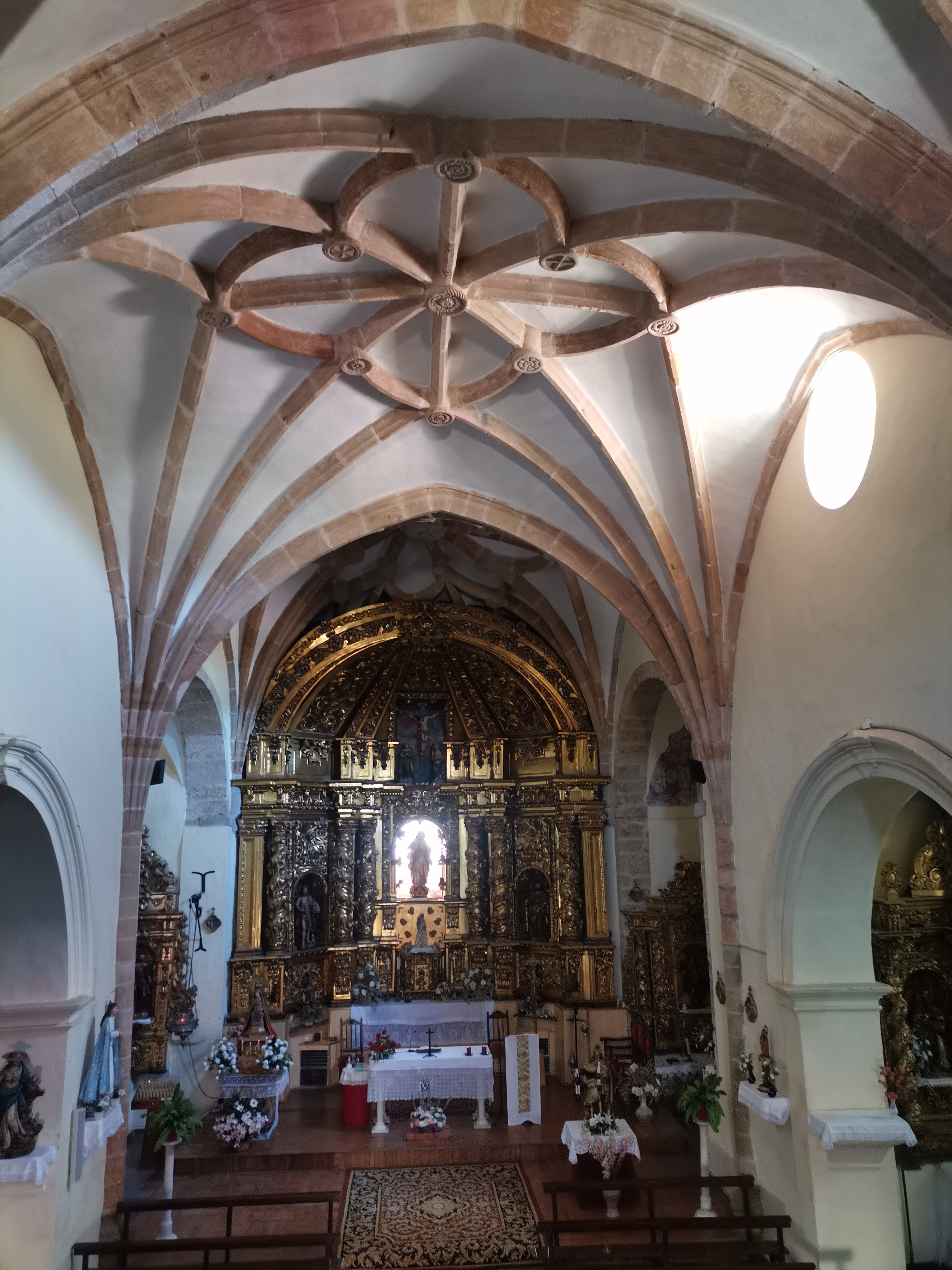
Vista desde el coro de la Iglesia
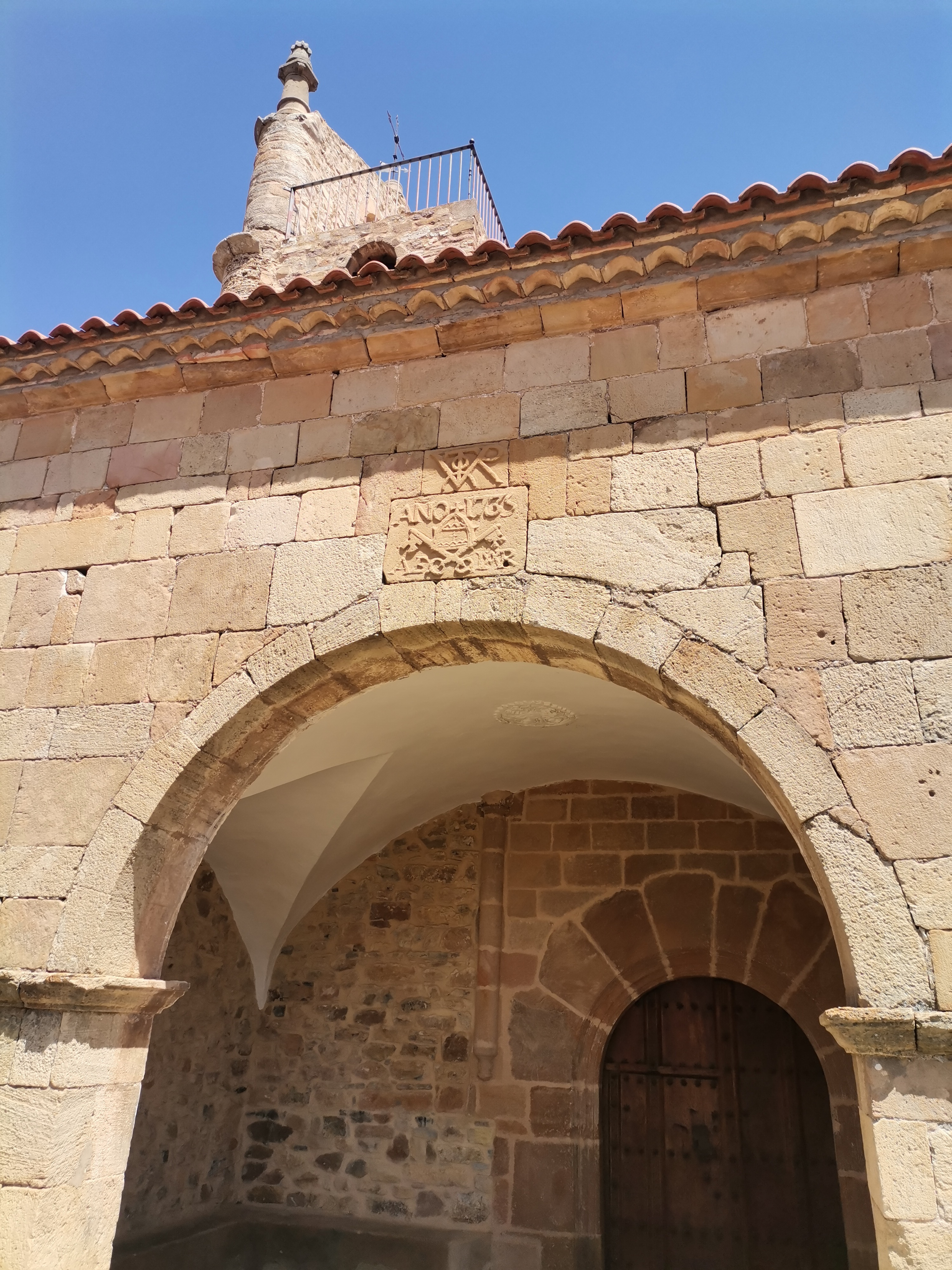
Arco en la entrada de la Iglesia con fecha 1735
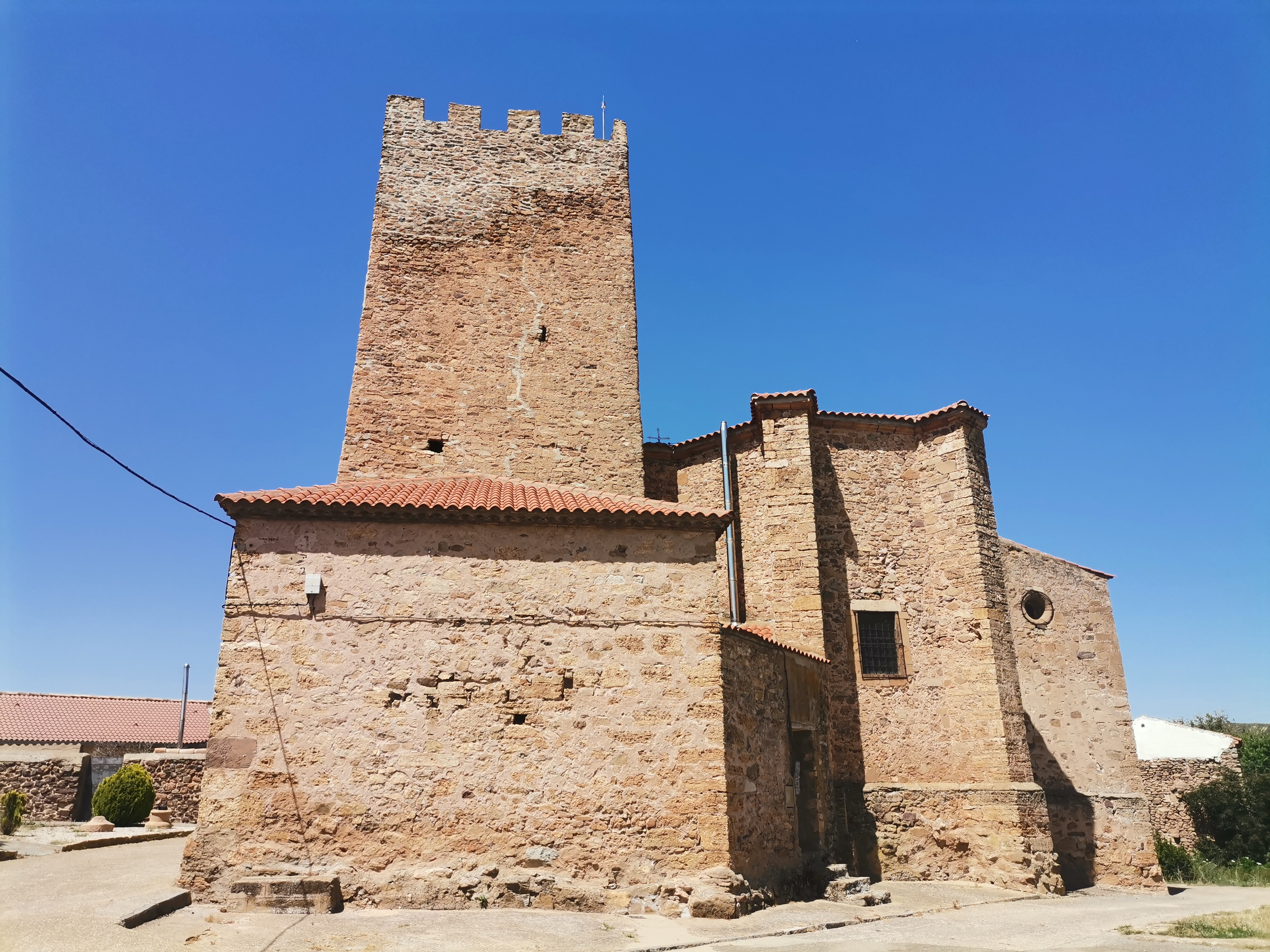
Torreón y sacristía y ábside de la Iglesia de la Asunción de Trévago